# Veronetta

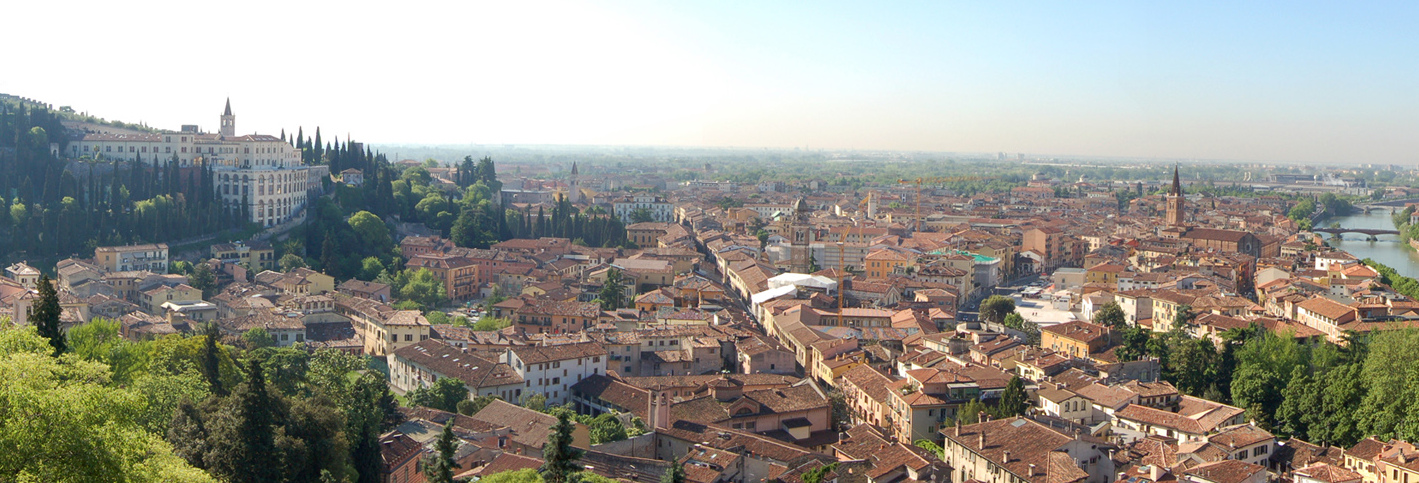
Panorama de Veronetta, en la orilla izquierda del Adige.

Veronetta es un barrio de Verona, Italia, situado en la orilla izquierda del río Adigio, frente al centro histórico. El barrio tiene una población de 10 235 habitantes.

## Historia

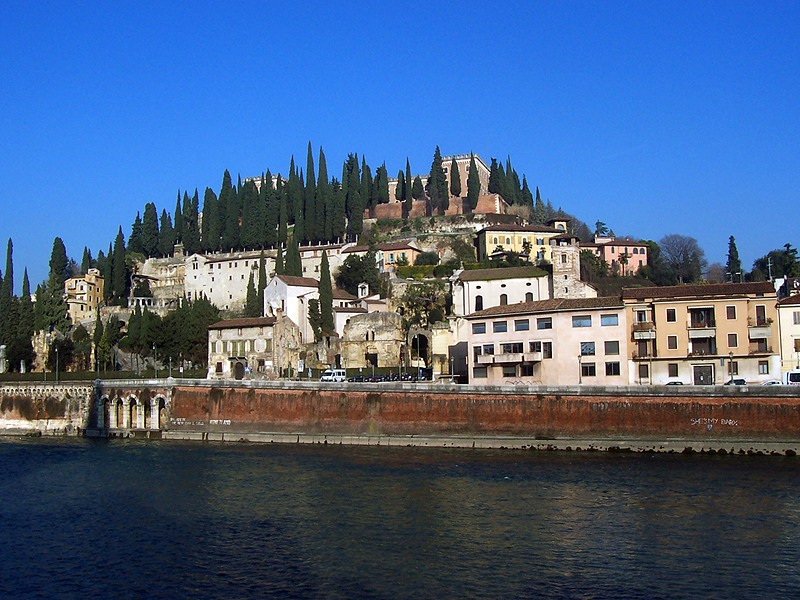
El Castel San Pietro en Veronetta.

Veronetta fue el primer asentamiento de la ciudad. Alberga los restos del teatro romano y el fuerte austriaco conocido como Castel San Pietro, en la colina de San Pietro, que domina la ciudad como un grandioso telón de fondo.
Tras el terremoto del 3 de enero de 1117, que destruyó casi toda la ciudad, comenzaron las reconstrucciones en Veronetta: se erigieron nuevas murallas, que englobaban a las iglesias de Santo Stefano, San Giovanni in Valle y Santa María in Organo, y se construyeron nuevas iglesias, como San Siro y Santi Nazaro e Celso.
En el siglo XVI se construyó la Porta Vescovo, que aún hoy delimita la parte oriental del barrio.
En 1801, con la llegada de las tropas napoleónicas a Italia, la ciudad se dividió en dos: la orilla izquierda del Adigio, es decir, Veronetta, se otorgó a los austriacos y la orilla derecha a los franceses. Fue entonces cuando surgió el uso de llamar a la parte dominada por los austriacos con el nombre de Veronetta, del francés Veronette, inicialmente en tono despreciativo. La ciudad no se reunificaría hasta 1805, bajo la soberanía de Francia.
Tras la reconquista austriaca, se construyeron varios almacenes militares en Veronetta para las tropas del Imperio Austro-Húngaro. Fue tras el abandono de los austriacos y la inundación de 1882 cuando Veronetta cayó en la miseria, y terminó siendo un barrio pobre.
No fue hasta 1973 cuando se empezó a rehabilitar el barrio, con un proyecto destinado a tal efecto.
En la actualidad, Veronetta es un barrio multiétnico, en cuanto en su interior habitan muchos ciudadanos extranjeros, y su parte oriental es un barrio universitario, debido a que contiene la sede principal de la Università degli studi di Verona.

## Arquitectura religiosa
- Sant'Alessio
- Santo Stefano
- Santi Siro e Libera
- Santa Chiara
- San Giovanni in Valle
- San Zeno in Monte
- Santa Maria in Organo
- San Tomaso Cantuariense
- Santi Nazaro e Celso
- San Paolo in Campo Marzio

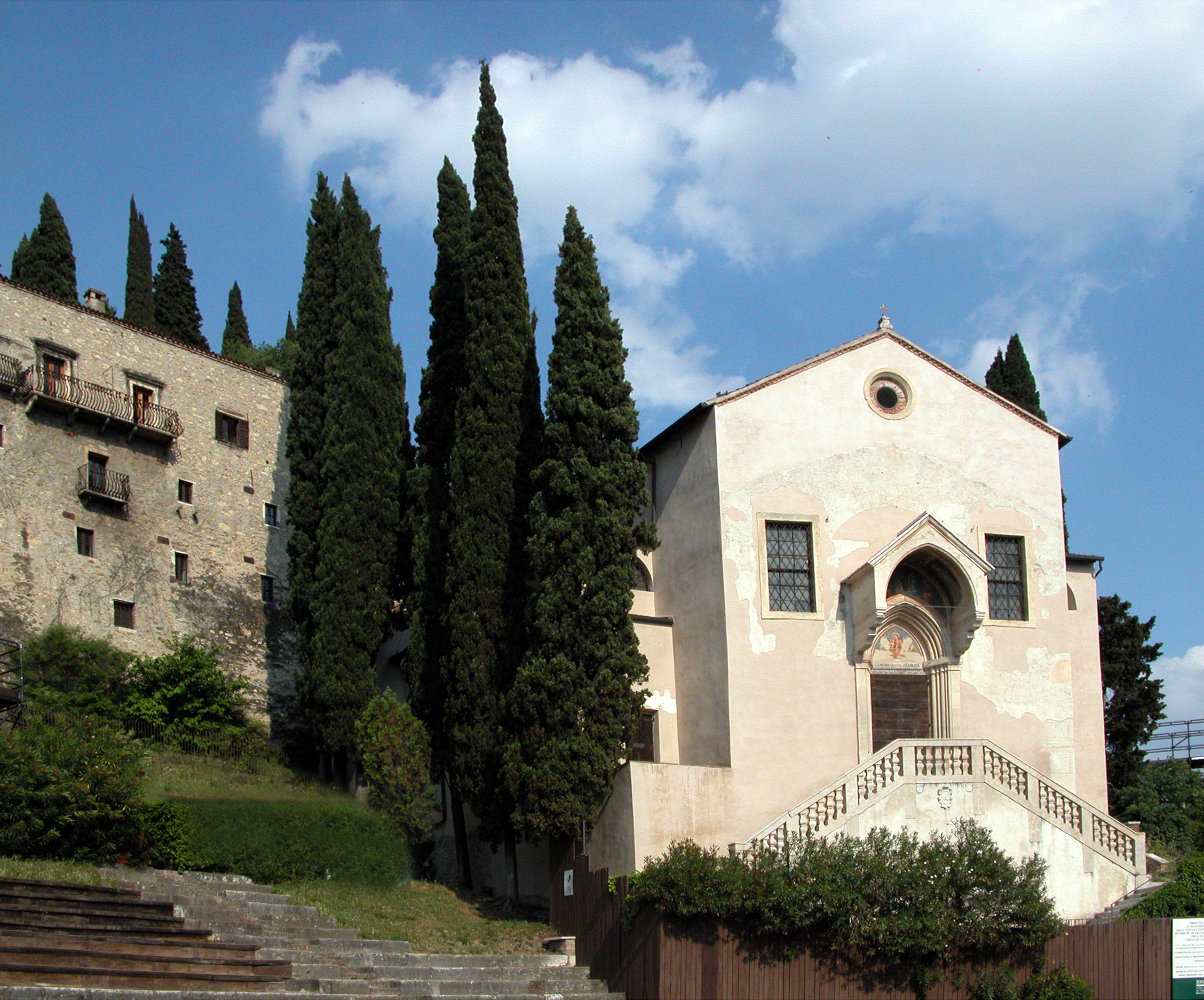
Santi Siro e Libera.

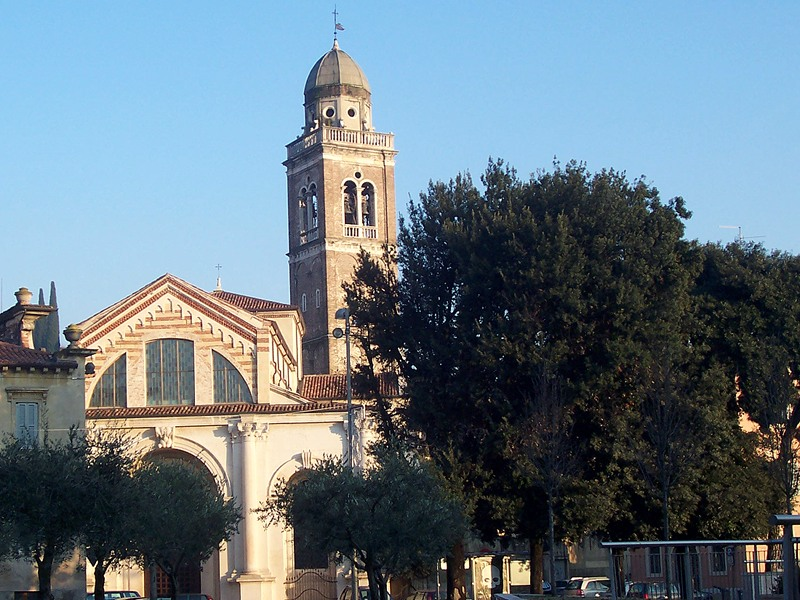
Santa María in Organo.

- San Francesco di Paola (Biblioteca Arturo Frinzi, Università di Verona)
- Santa Toscana
- Santa María in Paradiso
- San Francesco d'Assisi (Teatro Camploy)

## Plazas
- Piazza Isolo
- Piazza San Tomaso
- Piazza Enrico Bernardi
- Piazza XVI Ottobre (antiguamente Piazza di Santa Toscana)

## Palacios

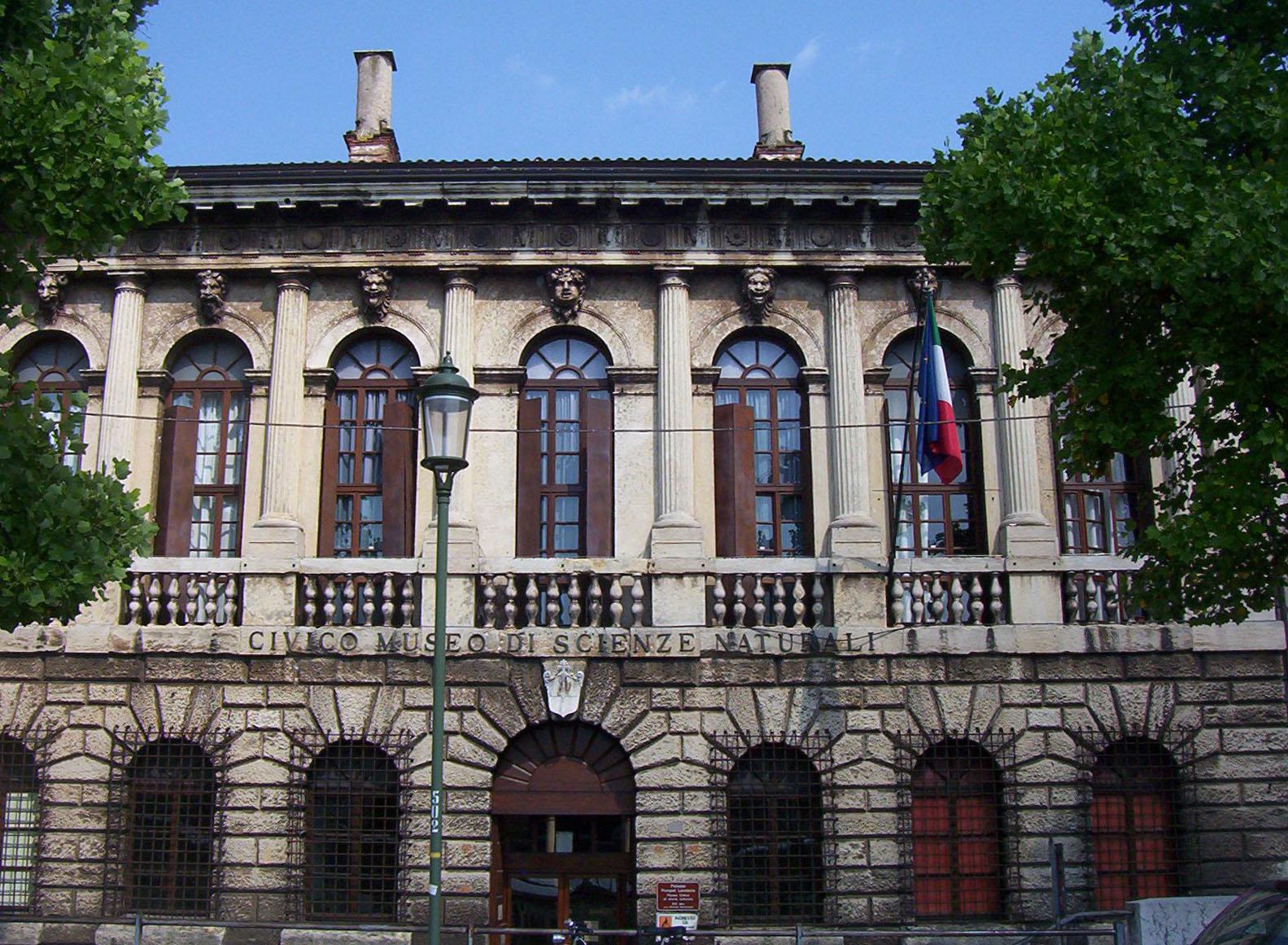
Palazzo Lavezola Pompei, sede del Museo Civico di Storia Naturale.

- Villa Francescatti (Ostello della Gioventù - Salita Fontana del Ferro 15)
- Palazzo Giusti del Giardino (Vía Giardino Giusti 2)
- Palazzo Da Pergine Pontedera (Vía Gaetano Trezza)
- Palazzo Marogna (Vía San Paolo 12-20)
- Palazzo Malesani (antiguamente Palazzo Gozzi-Sona-Maffei, Vía XX Settembre 33)
- Palazzo Bocca Trezza (antiguamente Palazzo Murari della Corte Brà - Vía XX Settembre 57)
- Palazzo Lavezola Pompei (Museo Civico di Storia Naturale - Lungadige Porta Vittoria 9)

## Educación
- Scuola materna Fontana del Ferro
- Scuola materna Garbin
- Scuola materna Mazza
- Scuola Elementare Rubele
- Scuola Elementare Massalongo
- Scuola Elementare Agostini
- Scuola Media Amedeo d'Aosta

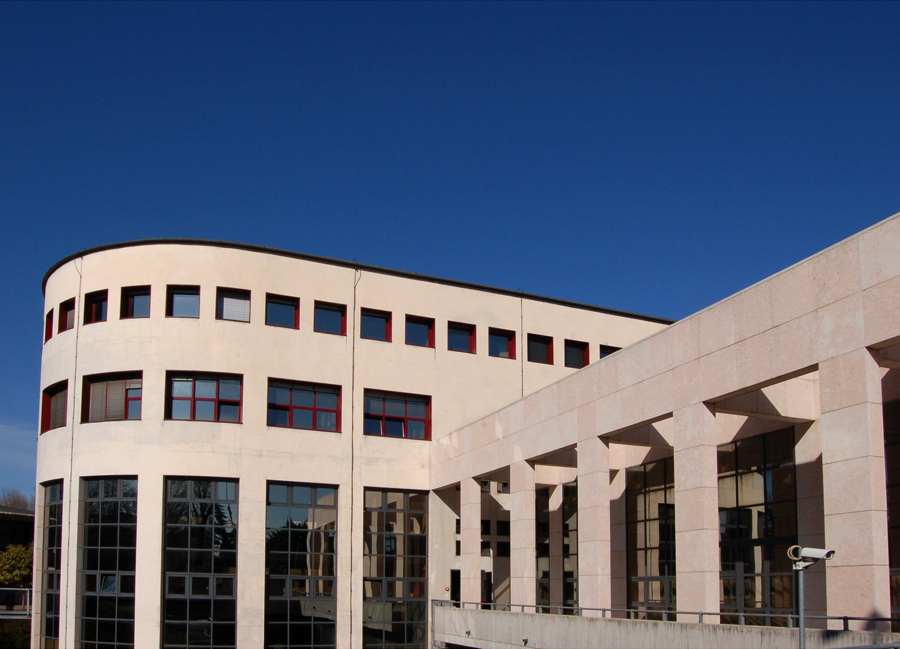
Università degli Studi di Verona, Polo Zanotto.

- Liceo Scientifico Girolamo Fracastoro
- Istituto Tecnico Commerciale Marco Polo
- Istituto Professionale per i Servizi Commerciali Michele Sanmicheli
- Istituto Professionale per l'Industria e l'Artigianato Giovanni Giorgi
- Istituto Professionale I.P.I.A. Bon Brenzoni
- Istituto Don Nicola Mazza
- Istituto Campostrini
- Università degli Studi di Verona